# گالری سمپر

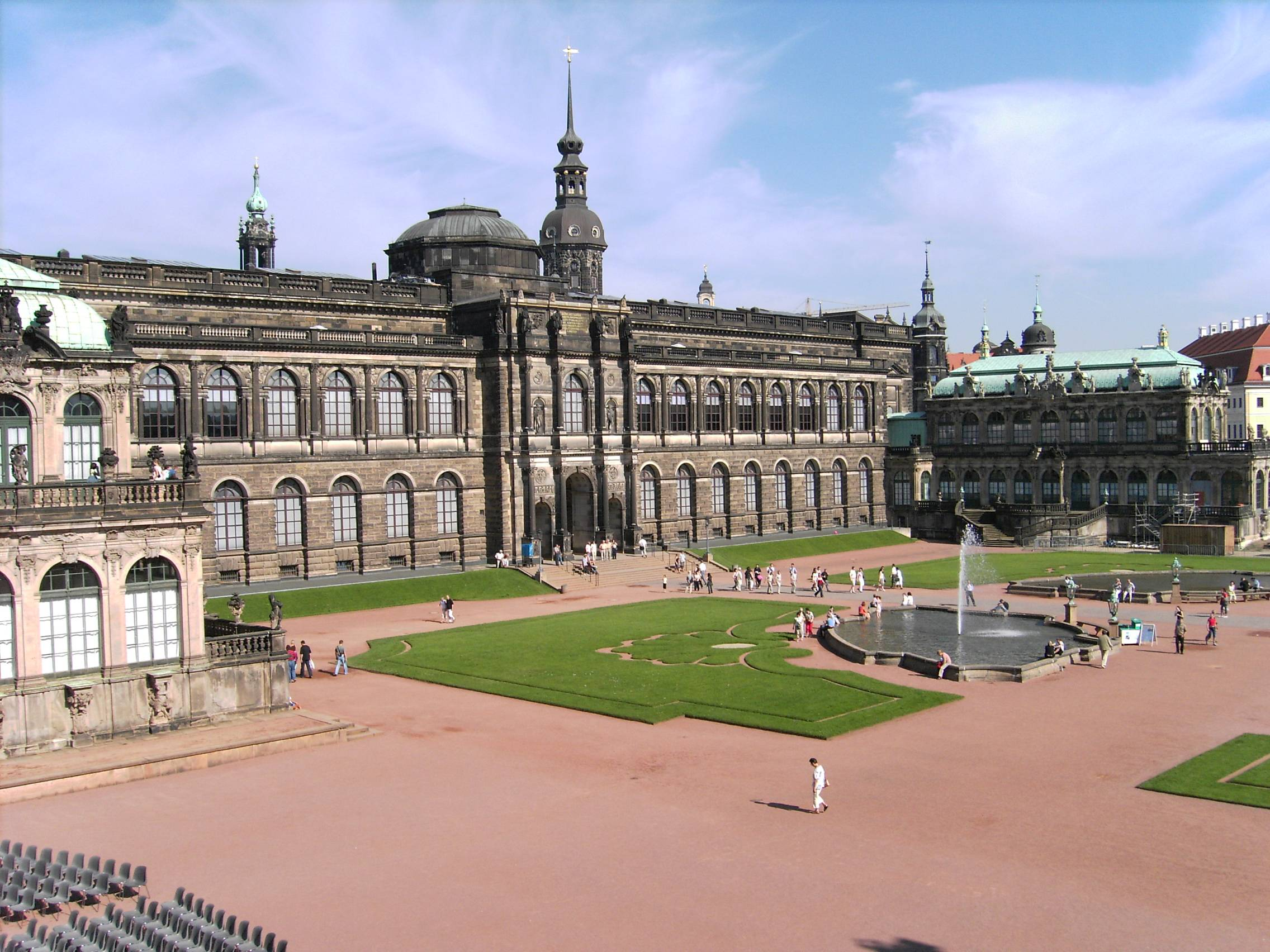
گالری سمپر از حیاط زوینگر دیده می‌شود

گالری سمپر یا ساختمان سمپر (به آلمانی: Sempergalerie یا Semperbau) در شهر درسدن، آلمان، توسط معمار گوتفرید سمپر طراحی و طی سالهای ۱۸۴۷ تا ۱۸۵۴ ساخته شد.
این ساختمان کشیده به سبک نئوکلاسیک، از جنوب رو به زوینگر است؛ از شمال با میدان تئاتر (Theaterplatz) و ساختمان اپرای سمپر و همچنین قلعه درسدن و کلیسای کاتولیک دربار سلطنتی (Katholische Hofkirche) همجوار است.
گالری سمپر، نگارخانه آثار استادان قدیمی (گالری قدیمی مایستر را در خود جای داده است).

## تاریخچه

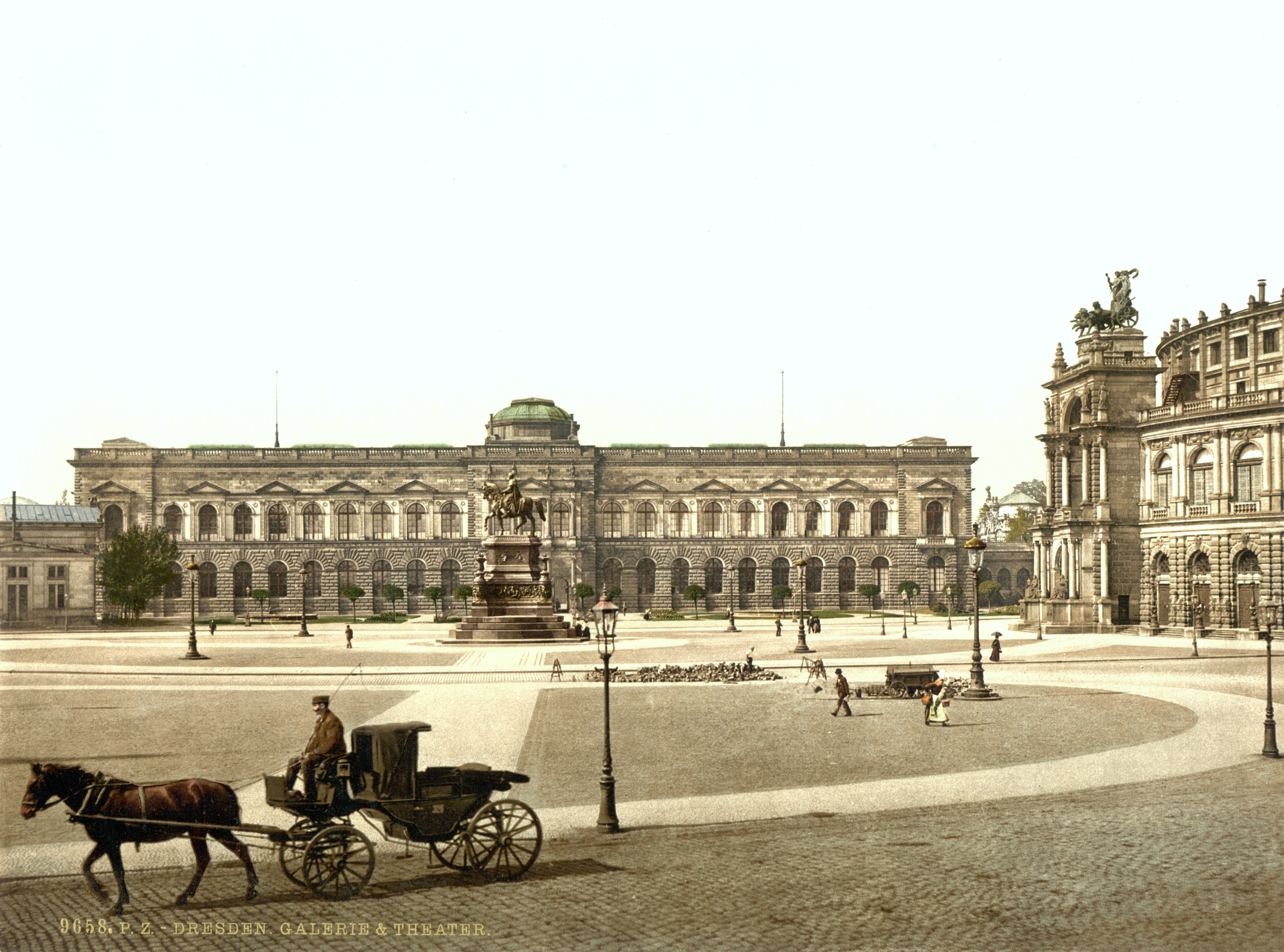
میدان تئاتر با گالری سمپر و سمپراپر (راست) حدود سال ۱۹۰۰

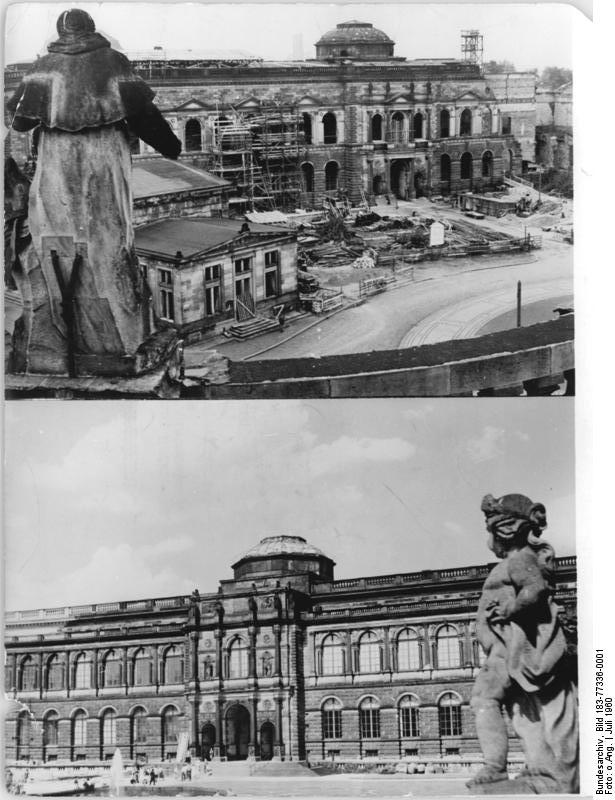
گالری سمپر پس از تخریب در سال ۱۹۴۵

وقتی زوینگر در سال ۱۷۲۸ تکمیل شد، ضلع شمالی آن به سمت میدان تئاتر و رودخانه باز گذاشته شد تا امکان گسترش بیشتر وجود داشته باشد. در سال ۱۸۳۸، از معمار گوتفرید سمپر خواسته شد تا یک محیط معماری مناسب برای مجموعه نقاشی‌های نگارخانه آثار استادان قدیمی دربار سلطنتی طراحی کند که این کار تا سال ۱۸۴۶ به تعویق افتاد و تصمیم گرفته نشد که ضلع شمالی حیاط زوینگر را با قرار دادن ساختمان گالری در آنجا ببندند و بدین ترتیب یک بخش گالری از زوینگر ایجاد کنند.
این ساختمان که بعدها گالری سمپر نام گرفت، از سال ۱۸۴۷ تا ۱۸۵۴ ساخته شد این بنا یادآور کاخ‌های ایتالیایی رنسانس است. در سال ۱۸۵۵ فضای داخلی آن تکمیل شد. برخلاف ساختمان‌های قبلی که محل نگهداری مجموعه نقاشی‌ها بودند، فضای داخلی گالری سمپر گرمای مناسب را داشت و بنابراین می‌توانست در طول سال باز بماند. در سال ۱۸۵۵ این مجموعه به گالری سمپر منتقل شد که به عنوان موزه سلطنتی جدید (موزه کونیگلیچ‌های جدید) افتتاح شد.